# Миронова Світлана Ігорівна
Світлана Ігорівна Миронова (22 лютого 1994 , Моряковський Затон, Томська область ) - російська біатлоністка, чемпіонка Росії, чемпіонка світу серед юніорів та Європи серед юніорів. Учасниця чемпіонатів світу 2019 та 2020 років. Майстер спорту Росії.

## Життєпис
Біатлоном займається починаючи з 2011 року від 17 років, а перед тим займалася лижними перегонами. Перший тренер - Лосєв Микола Миколайович. Від початку 2010-х років тренувалася в УОР № 1 Єкатеринбурга під керівництвом Михайла Шашилова. Представниця Свердловської області.

### Юніорська кар'єра
На чемпіонаті світу серед юніорів 2013 року в Обертілліяху стала чемпіонкою в естафеті в складі збірної Росії разом із Вікторією Сливко та Уляною Кайшевою. На тому ж чемпіонаті здобула бронзу в спринті, посіла 11-те місце в перегонах переслідування і 24-те — в індивідуальних перегонах.
2014 року на чемпіонаті Європи серед юніорів посіла друге місце в спринті та стала чемпіонкою в перегонах переслідування. Того ж року на чемпіонаті світу серед юніорів у Преск-Айлі виступила не так вдало, посівши 15-те місце в спринті та 31-ше – в перегонах переслідування.

### Доросла кар'єра
На чемпіонаті Росії 2016 здобула бронзову медаль у мас-старті. Того ж року виграла російські відбіркові змагання перед чемпіонатом Європи. На чемпіонаті Росії 2017 року в Уваті Миронова виграла спринт, перегони переслідування та посіла 3-тє місце в мас-старті. 22 грудня 2017 року на третьому етапі Кубка Росії в Чайковському у спринті фінішувала третьою.
22 лютого 2018 на шостому етапі Кубка Росії в Тюмені в спринті посіла 3-тє місце. 3 квітня 2018 року на чемпіонаті Росії в Ханти-Мансійську в складі жіночої естафети Свердловської області виборола бронзову медаль.
Брала участь у чемпіонатах Європи в Тюмені, Душниках-Здруй і Валь-Ріданні, найкращий результат на чемпіонатах Європи - 5-те місце в індивідуальних перегонах у Душниках-Здруй. Від сезону 2016-2017 бере участь Кубку IBU. 2 грудня 2018 року на першому етапі Кубка IBU здобула перемогу в перегонах переслідування. 13 грудня 2018 року в складі змішаної естафети виборола золоту медаль на другому етапі Кубка IBU в Італії. 16 грудня 2018 року на другому етапі Кубка IBU в італійському Ріднау посіла третє місце у перегонах переслідування. 28 грудня 2018 року на етапі Кубка Росії в Іжевську посіла третє місце в спринті. 29 грудня 2018 року в другому спринті здобула перемогу. За підсумками змагань увійшла до складу збірної Росії на січневі етапи Кубка світу.
2019 року Світлана здобула золоту медаль в індивідуальних перегонах на чемпіонаті Росії з літнього біатлону, що відбувся в Чайковському (Пермський край). Результат Миронової становив 44 хвилини 44,1 секунди.

## Кубок світу
У Кубку світу дебютувала в сезоні 2016-2017 на етапі в Пхьончхані. 2 березня 2017 року в спринті посіла 64-те місце. Була заявлена в естафету 5 березня 2017 на 2-й етап. На своєму етапі Миронова не змогла закрити одну ціль на стійці, пробігла штрафне коло і передала естафету на 18-му місці з відставанням від лідерів 2 хвилини та 18 секунд. Команда фінішувала на 12-му місці.
У сезоні 2017-2018 Миронова взяла участь у семи із дев'яти етапів. Найкращий результат - 9-те місце в спринті на етапі в австрійському Гохфільцені, а ще вона набирала бали в спринті та перегонах переслідування на етапі в Тюмені (18-те та 24-те місця). У загальному заліку Кубка світу посіла 58-ме місце. За підсумками сезону Світлану Миронову визнали новачком року за версією Міжнародної спілки біатлоністів (IBU).
У Кубку світу 2018-2019 розпочала з четвертого етапу у німецькому Обергофі. У спринті посіла 17-те місце, показавши найкращий результат із росіянок. У березні 2019 року 25-річна Миронова дебютувала на чемпіонаті світу в Естерсунді. У спринті посіла 31-ше місце (3 промахи), у перегонах переслідування — 25-те місце (6 промахів), в індивідуальних перегонах — 33-тє місце (5 промахів). Сезон 2018-2019 завершила на 31-му місці.
13 грудня 2019 року на етапі в Гохфільцені у спринті вперше потрапила на п'єдестал – третє місце. Там само посіла друге місце в складі жіночої естафети.
10 січня 2021 року в складі збірної Росії (Уляна Кайшева, Миронова, Олександр Логінов, Едуард Латипов) перемогла в змішаній естафеті на етапі Кубка світу в Обергофі.
21 січня 2021 року Світлана Миронова в індивідуальних перегонах на етапі в Антгольці фінішувала сьомою. А 23 січня у мас-старті посіла шосте місце, припустившись на останньому вогневому рубежі 2 промахів.

## Результати за кар'єру
Усі результати наведено за даними Міжнародного союзу біатлоністів.

### Виступи на Олімпійських іграх
| Ігри       | Інд. гонка | Спринт | Персьют | Масстарт | Естафета | Змішана естафета |
| ---------- | ---------- | ------ | ------- | -------- | -------- | ---------------- |
| Пекін 2022 | 23         | 47     | 41      |          | Срібло   | —                |

### Чемпіонати світу
| Змагання                  | Інд. перегони | Спринт | Перегони пер. | Мас-старт | Естафета | Змішана ес. | Од. змішана ес. |
| ------------------------- | ------------- | ------ | ------------- | --------- | -------- | ----------- | --------------- |
| Естерсунд 2019            | 33            | 31     | 25            | —         | 5        | —           | —               |
| Антгольц-Антерсельва 2020 | 22            | 38     | 21            | —         | 8        | —           | —               |
| Поклюка 2021              | 5             | 64     | —             | 19        | 11       | 9           | —               |

### Кубки світу
- Найвище місце в загальному заліку: 19-те 2021 року.
- 5 п'єдесталів:
  - 1 п'єдестал в особистих перегонах: 1 третє місце.
  - 3 п'єдестали в естафетах: 1 перемога 2 другі місця.
  - 1 п'єдестал у змішаній естафеті: 1 перемога.

 Станом на 11 грудня 2021 року 

#### Підсумкові місця в Кубку світу за роками
| Сезон     | Інд. перегони | Інд. перегони | Спринт | Спринт | Перегони пер. | Перегони пер. | Мас-старт | Мас-старт | Заг. залік | Заг. залік |
| Сезон     | Бали          | Місце         | Бали   | Місце  | Бали          | Місце         | Бали      | Місце     | Бали       | Місце      |
| --------- | ------------- | ------------- | ------ | ------ | ------------- | ------------- | --------- | --------- | ---------- | ---------- |
| 2016-2017 |               |               | -      |        |               |               |           |           | -          | nc         |
| 2017-2018 |               |               | 55     | 48     | 17            | 60            |           |           | 72         | 58         |
| 2018-2019 | 8             | 61            | 125    | 26     | 41            | 46            | 70        | 27        | 244        | 31         |
| 2019-2020 | 19            | 43            | 142    | 16     | 71            | 25            | 38        | 32        | 270        | 23         |
| 2020-2021 | 76            | 8             | 136    | 21     | 104           | 25            | 124       | 10        | 440        | 19         |